# خودکش
خودکش کسی است که در حال تجربه بحران خودکشی است و این یعنی دلش می‌خواهد خودکشی کند، دائماً افکار خودکشی در سر دارد.

## بازشناسی فرد خودکش
فرد خودکش رفتارهای ویژه‌ای از خود بروز می‌دهد: بیش از حد در رابطه با مرگ حرف می‌زند، از جمع گریزان می‌شود، رفتار غیرعادی همچون مصرف بیش از حد الکل یا دارویی به خصوص را بروز می‌دهد، بی‌دلیل ریسک می‌پذیرد، به صورت غیرمنتظره از فامیل و دوستان خداحافظی می‌کند و ابزار کشنده همچون قرص، اسلحه، طناب و … خریداری می‌کند.

## دلایل
در بیش‌تر خودکشی‌ها فرد صرفاً می‌خواهد از شرایطی که برایش غیرقابل تحمل شده فرار کند. بیش‌تر خودکش‌ها از اختلال افسردگی اساسی، الکلیسم و دیگر بیماری‌های روانی مثل اختلال دوقطبی رنج می‌برند. برخی نیز ممکن است به بیماری‌های جسمی دچار باشند همچون آسیب ضربه‌ای مغز و صرع.

## نگرش نسبت به خودکش‌ها

### قانون و تاریخ
در بیشتر طول تاریخ خودکشی را به‌مسابه قتل عمد در نظر می‌گرفتند. در قرن ۱۱ دادگاه‌ها خودکشی را " 'قتل خود'" در نظر می‌گرفتند و در نتیجه " خودکشی "جرم بود. این عقاید تا دوران مدرن ادامه یافتند. انگلیس تا سال ۱۹۶۱ قوانینی ضد خودکشی داشت و ممکن بود در صورت زنده ماندن فرد خودکش، وی را به زندان افکنند." ایالات متحده نیز تا ۱۹۶۴ چنین قوانینی داشت. امروزه در برخی ادیان چون اسلام خودکشی ممنوع است.
باید در نظر داشت که چنانچه در تاریخچه فامیلی فرد، افرادی که خودکشی کرده‌اند، وجود داشته باشند خطر انجام خودکشی توسط وی بالا می‌رود.